# Норм та Незламні
«Норм та Незламні» (англ. Norm of the North, дослівно — «Норм з півночі») — американський анімаційний пригодницько-комедійний фільм, знятий Тревором Воллом. Прем'єра стрічки в Україні відбулась 31 березня 2016 року. Фільм розповідає про полярного ведмедя, який повинен захистити свою домівку від бізнесмена.

## Сюжет
Білий ведмідь Норм - син короля Арктики. В юності він усвідомлює свою здатність розмовляти з людьми, якою володів лише його дід. Через це він стає вигнанцем серед інших тварин, і його приймають лише мудра чайка Сократ та Елізабет, самка білого ведмедя, в яку Норм закоханий.
Минули роки, дідусь Норма зник, а Арктику заполонили туристи-люди. Сократ показує Норму і трьом арктичним лемінгам розкішну квартиру, встановлену на льоду. Усередині цього кондомініуму знаходиться Віра, представник багатого забудовника містера Гріна. Після того, як Норма рятує Віру від лавини, містер Грін просить її знайти талісман у вигляді білого ведмедя для їхньої рекламної кампанії, що агітує продавати будинки в Арктиці. Стривожений Сократ переконує Норма і лемінгів сховатися на кораблі до Нью-Йорка.

## Голосовий акторський склад
- Роб Шнайдер — Норм
- Гізер Грем — Віра
- Майя Кей — Олімпія
- Кен Джонг — містер Грін
- Майкл Мак-Елхеттон — Лоуренс